# Acreophthiria egerminans
Acreophthiria egerminans är en tvåvingeart som först beskrevs av Friedrich Hermann Loew 1872.  Acreophthiria egerminans ingår i släktet Acreophthiria och familjen svävflugor.
Artens utbredningsområde är Kalifornien. Inga underarter finns listade i Catalogue of Life.